# Ashtabula sexguttata
Ashtabula sexguttata är en spindelart som beskrevs av Simon 1901. Ashtabula sexguttata ingår i släktet Ashtabula och familjen hoppspindlar. Inga underarter finns listade.